# Eső

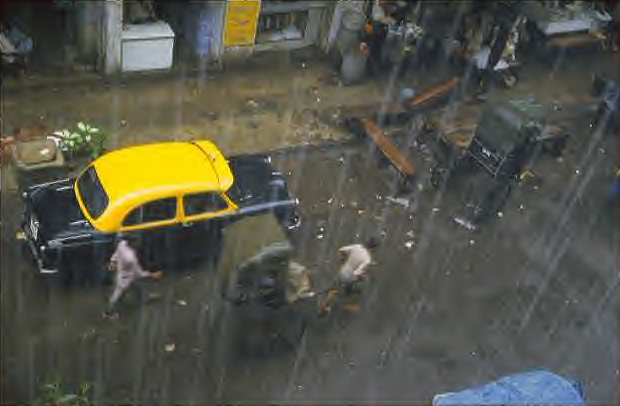
Eső Indiában

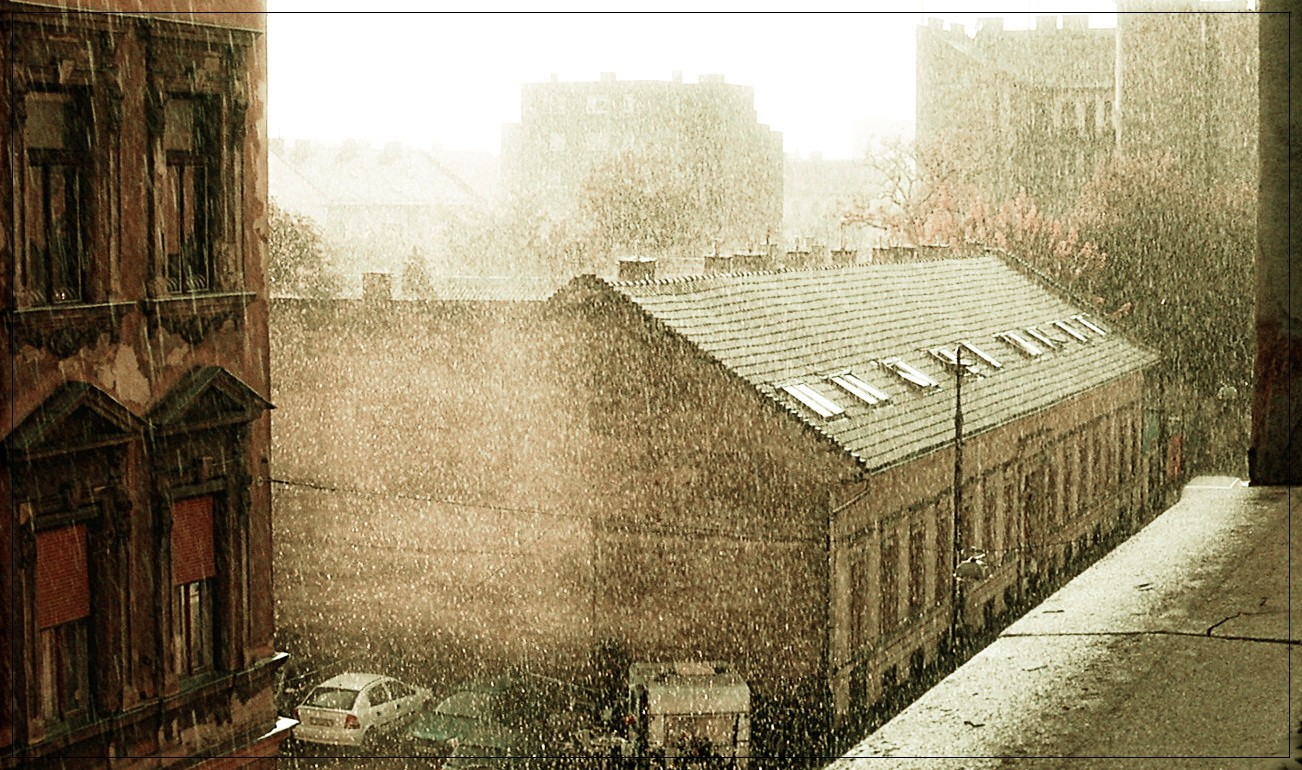
Eső Budapesten

Az eső a csapadékok egy olyan formája, amely különálló vízcseppekben, folyékony halmazállapotban hullik a Föld felszínére a felhőkből. Ennek ellenére nem minden esőcsepp éri el a felszínt; némelyik elpárolog, mialatt a száraz levegőtömegen keresztül esik. Ez a folyamat gyakran játszódik le a meleg és száraz sivatagi területeken.
Az eső keletkezésének  nincs magyarázatát a Wegener–Bergeron–Findeisen-folyamat fejti ki.

## Eső a természetben

### Létrejötte

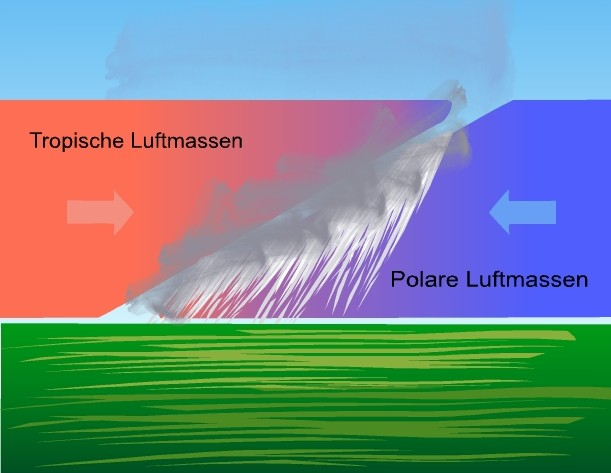

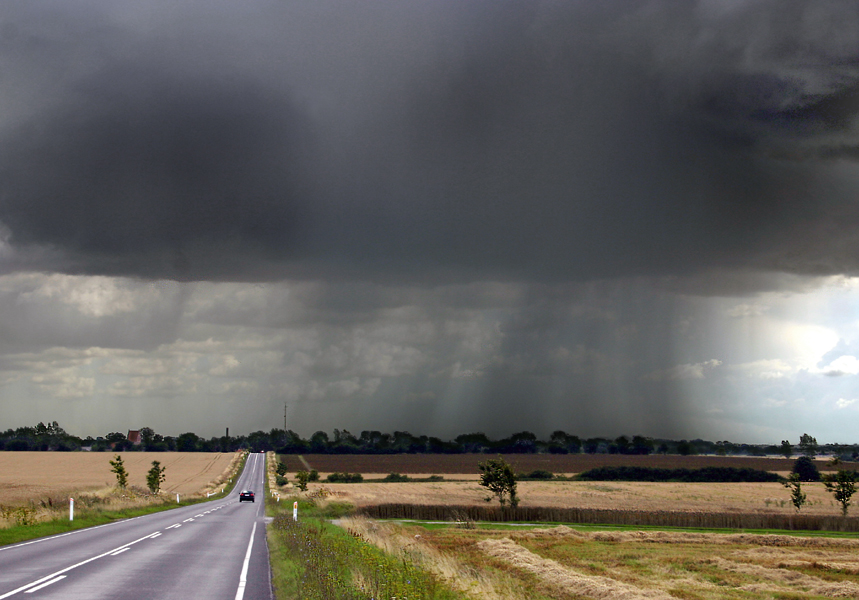
Esik az eső Lunde falu közelében (Dánia)

Amikor túltelítetté válik a levegő, megkezdődik a vízkiválás (kondenzáció). A kiválást elősegítik az ún. kondenzációs magok, amit a levegő portartalma szolgáltat. A kondenzáció hőfelszabadulással jár, tehát a felhők belsejében a magassággal kevésbé csökken a hőmérséklet (az eltérés kb. 0,5 °C/100 m).
A felhők emelkedésével folytatódik a kondenzáció, a cseppek mérete nő. Bizonyos nagyságot elérve a föld vonzását nem egyenlíti ki a felhajtóerő, a cseppek lehullanak, azaz eső keletkezik.

### Szerepe
Az eső fontos szerepet játszik a víz körforgásában. Ennek során a tengerek és egyéb vizek párolognak, az elpárolgott víz felhőkbe tömörül, majd visszahullik a felszínre, ahonnan a gyakorlatban patakok és folyók segítségével jut vissza a kiindulási helyére.

### Esőcseppek
Az esőcseppek alakját a laikusok könnycsepp alakúnak gondolják (különféle jelzőtáblákon így is ábrázolják magát a vizet).
A valóságban az esőcsepp a kialakulásakor gömb alakú. Esés közben a csepp az alján lapítottá válik. Később „ejtőernyő” alakú lesz. Ahogy a mérete 4 mm-nél nagyobbra nő, a csepp nem tud egyben maradni, apró cseppecskékre szakad, és a folyamat kezdődik elölről.

## Az eső jelentősége
Az eső mennyisége és időbeli eloszlása egy-egy éghajlatra jellemző. Befolyásolja a növényvilág kialakulását, és a mezőgazdasági termelés lehetőségeit is. A növények fejlődési szakaszukban általában bőséges csapadékot, érési időszakukban pedig napos, száraz időjárást igényelnek. A túl sok esőzés megemeli a talajvíz szintjét, s ez káros a települések, valamint a közlekedés számára, de áradásokhoz is vezethet.
Az emberi környezetszennyezés eredményeképpen több, az esőellátottságot módosító állapot is beállhat. A károsanyag-kibocsátás fokozza az ilyen módon szennyezett területeken az esőzés valószínűségét. Bizonyos területek csapadékellátottsága ezzel szemben megszakad, s ezen vidékek súlyos aszályoknak vannak kitéve. A kutatók változatos módszereket fejlesztettek ki az utóbbi gond orvoslására, de ezek sikeressége nem kellő fokú. Például, Kína nagyvárosai fölött mesterséges esőket idéznek elő azzal, hogy repülőgépekből permetezett vegyszerekkel kicsapatják a felhők esőtartalmát, de az eredmény többnyire savas eső.
Nagyvárosokban az eső mintegy „lemossa” a levegőben lévő szilárd szennyezőanyagokat (például kipufogógázok, korom, pollen). Eső után a levegőben lévő ionok koncentrációja is megváltozik.

## Az eső a kultúrában

### A magyar folklórban
A magyar folklórban számos  hiedelem kapcsolódik az esőhöz. Így pl. ha Medárd napján esik az eső, akkor negyven napig esni fog. A nagypénteki eső rossz termést jósolt, a karácsonyi eső jó búzatermést. A lányok néha kiálltak az esőre, hogy szebb legyen a hajuk, a kisgyermeket azért küldték ki, hogy nagyra nőjön. Az esővel számos dolgot véltek megjósolni, még több az olyan hiedelem, amelyben esőt jósolnak bizonyos jelek alapján (pl.: a holdsarló állásából, a holdudvar nagyságából; ha a hangyák előjönnek, fülviszketés, tenyér kiszáradása). Egy mondás szerint ha napsütésben esik az eső, az ördög veri a feleségét.